# Hilmend
Der 1125 km lange Hilmend (persisch هلمند Helmand, auch Hirmand genannt; هیرمند Hīrmand) ist der längste Fluss Afghanistans. In der Antike hieß der Fluss bei Arrian Etymandros, bei Polybios Erymanthus und im Avesta Haetumat.

## Verlauf
Seine Quelle liegt westlich von Kabul im Koh-e Baba. Von dort fließt er in Richtung Südwesten. Von links fließt ihm in der Provinz Uruzgan der Tīrī Rūd zu. 50 km flussabwärts wird er durch die 1952 erbaute Kajakai-Talsperre in der afghanischen Provinz Helmand zu einem 107 km² großen See gestaut. Ungefähr 40 km südwestlich beim Zufluss des Musa Qala liegt der Ort Sangin. Bei Gereschk verlässt er das Gebirge und wird vom afghanischen Hauptverkehrsweg, der so genannten ring road überquert. Gleich südlich der Provinzhauptstadt Laschkar Gah mündet der Arghandāb von links in den Hilmend. Es sind noch etwa 400 km bis zur iranischen Grenze. Als Fremdlingsfluss fließt er durch die Wüste, rechts die Dascht-e-Margo- und links die Rigestan-Wüste, in das über 50.000 km² große Sistanbecken, das sich von der afghanischen Provinz Nimrus bis in die iranische Provinz Sistan und Belutschistan ausdehnt. Dort gabelt er sich auf und endet unter anderem in den Endsee Hamun-e Helmand.

## Bewässerung
Der Abfluss des Hilmend ist durchschnittlich 78 m³/s. Er schwankt aber sehr stark: 2000 m³/s bei Hochwasser und 56 m³/s bei Dürre. Etwa 70 % des Ackerlands flussabwärts von der Kajakai-Talsperre werden über zahlreiche Kanäle aus den 1960er Jahren bewässert. Dafür werden etwa zwei Drittel des Wassers vom Hilmend verbraucht.
| Kanal      | Geokoordinate                | Anmerkungen     |
| ---------- | ---------------------------- | --------------- |
| Bughra     | 31° 50′ 10″ N, 64° 38′ 6″ O  | Abfluss 70 m³/s |
| Darvischan | 31° 11′ 15″ N, 64° 12′ 12″ O |                 |
| Schamalan  | 31° 34′ 45″ N, 64° 20′ 58″ O |                 |

## Politischer Konflikt
Der Abfluss an der iranischen Grenze ist ein über 100 Jahre dauernder Konflikt zwischen Iran und Afghanistan, der auch durch die 1973 vertraglich festgelegte Abflussmenge von 26 m³/s nicht gelöst wurde. So lag dort der durchschnittliche Abfluss (in m³/s)c 1991 bei 70, fiel 1993 auf unter 17, stieg 1997 wieder auf knapp 70 und war 2001 bei nur noch 1,5. Iran beschwerte sich am 20. September 2001 schriftlich beim Generalsekretär der Vereinten Nationen. Nach einer Untersuchung im Juli 2000 an der Kajakai-Talsperre und an der flussaufwärts liegenden hydrometrischen Station im Bezirk Dihrawud der Provinz Uruzgan soll die Talsperre geschlossen gewesen sein. Die Vereinten Nationen initiierten 2006 ein gemeinsames GEF-Projekt.
Die nach dem Vertrag von 1973 garantierte Abflussmenge nach Iran von mindestens 850 Millionen Kubikmeter Wasser im Jahr soll noch keine einzige afghanische Regierung eingehalten haben. Mitte Mai 2023 besuchte der iranische Präsident Ebrahim Raisi mit Außenminister Hossein Amir-Abdollahian die Grenzregion. Er forderte Afghanistan müsse den Vertrag umgehend erfüllen und drohte den Taliban. Der afghanische Außenminister Amir Chan Muttaki erklärte, man könne wegen der Klimakrise mit einer Dürre den Vertrag nicht erfüllen. Kurz darauf kam es Ende Mai zu einem Feuergefecht am iranisch-afghanischen Grenzposten Islam Qala, wobei beide Seiten die Gegenseite beschuldigten mit dem Beschuss begonnen zu haben. Nach iranischen Angaben seien zwei iranische Grenzschützer getötet worden. Das afghanische Innenministerium gab hingegen bekannt, es habe auf beiden Seiten je einen Toten gegeben, mehrere Personen seien verletzt worden.

## Mystik
Einige Thesen vertreten die Ansicht, dass es sich beim Hilmend um den mythischen Fluss Sarasvati aus den vedischen Schriften handele.

## Hydrometrie
Mittlerer monatlicher Abfluss des Helmand am Pegel Char Burjak
(in m³/s, 80 km oberhalb der Staatsgrenze, 445 km unterhalb der Kajakai-Talsperre, gemessen von 1948 bis 1979)